# 1¹¹=1 (Power of Destiny)
1¹¹=1 (Power of Destiny)  là album phòng thu đầu tiên của nhóm nhạc nam Hàn Quốc Wanna One, được phát hành vào ngày 19 tháng 11 năm 2018, bởi Swing Entertainment và Stone Music Entertainment. Đây là album cuối cùng của nhóm trước khi tan rã vào tháng 1 năm 2019.

## Bối cảnh và phát hành
Vào ngày 30 tháng 10 năm 2018, Wanna One đã phát hành một video teaser và cũng tiết lộ tiêu đề của full-album đầu tiên của nhóm, có tiêu đề 1¹¹ = 1 (Power of Destiny) và từ ngày 31 tháng 10 đến ngày 4 tháng 11, hình ảnh khái niệm đã được đăng trên các trang mạng xã hội của nhóm.
Vào ngày 5 tháng 11 năm 2018, nhóm đã tiết lộ đĩa đơn chính "Spring Breeze" và album được pre-oder. Từ ngày 6 tháng 11 đến ngày 11 tháng 11 năm 2018, nhóm đã phát hành các bức ảnh concept cho các phiên bản Adventure và Romance của album.
Teaser video âm nhạc "Spring Breeze" đã được đăng vào ngày 13 tháng 11. Danh sách ca khúc được tiết lộ vào ngày 15 tháng 11.Video "Spring Breeze" được phát hành vào ngày 19 tháng 11 cùng với album 
Album được đặc trưng là các bài hát về cảm xúc của các thành viên về sự tan rã sắp tới của nhóm.

## Quảng bá
Wanna One đã tổ chức một chương trình trở lại vào ngày 22 tháng 11 năm 2018, được phát sóng trên toàn thế giới trên Mnet, M2, trang Facebook của nhóm và các kênh YouTube của Mnet Official, Mnet KPOP và M2. Chương trình trở lại đã được thu âm trước và giới thiệu các màn trình diễn của nhóm các bài hát cũ và mới cũng như thảo luận về album thông qua việc làm "mukbangs" và vẽ tranh. Họ cũng quảng bá album trên các chương trình âm nhạc khác nhau của Hàn Quốc bao gồm The Show, Show Champion, M Countdown, Music Bank, Show! Music Core và Inkigayo.

## Bảng xếp hạng

### Bảng xếp hạng âm nhạc hàng tuần (2018)
| Bảng xếp hạng (2018)        | Vị trí cao nhất |
| --------------------------- | --------------- |
| Japanese Albums (Oricon)    | 3               |
| South Korean Albums (Gaon)  | 1               |
| US World Albums (Billboard) | 12              |

### Bảng xếp hạng cuối năm (2018)
| Bảng xếp hạng (2018)       | Vị trí cao nhất |
| -------------------------- | --------------- |
| South Korean Albums (Gaon) | 6               |